# Östby kyrkplats

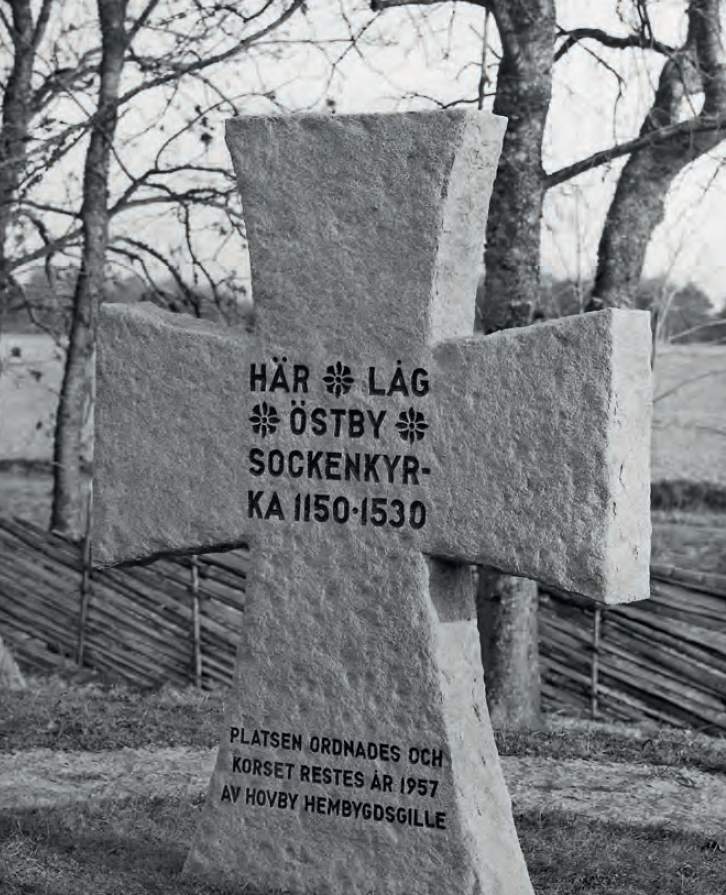

Östby kyrkplats ligger 2,5 kilometer norr om Hovby kyrka i Hovby socken i Lidköpings kommun. Kyrkan uppfördes under medeltiden och övergavs på 1500-talet. 
Östby socken nämns år 1360 som parokye Øøsby och har sitt namn efter kyrkbyn. Byn nämns Østby år 1351. Socknen omtalas vara annex till Härene. Efter att kyrkan rivits år 1530 uppgick socknen efter 1546 i Hovby socken och Hovby församling. 
Anläggningen undersöktes år 1956 och hela kyrkans grundmurar grävdes fram. Kyrkobyggnaden bestod av ett rektangulärt långhus och ett kor med absid. Kor och absid är förhöjt ett trappsteg över långhus. Mellan kor och långhus en mycket smal triumfbåge, utgörande 30% av långhusets korvägg. Till byggmaterial har använts sandsten och anläggningen dateras till 1100-talet. Yngsta myntfyndet på platsen är från omkring år 1500.
Den gamla kyrkplatsen iordningställdes år 1957 och grundmurarna konserverades. En klockstapel uppfördes och på kyrkogården restes ett minneskors i granit. Stenen restes av Hovby hembygdsgille och har inskriften: Här låg Östby sockenkyrka 1150-1530. 

## Not
1. ↑  Folke Högberg: Medeltida absidkyrkor i Norden, tryckt i Västergötlands fornminnesförenings tidskrift, del 7, häfte 5, 1965, sid 149.